# Tavares (Paraíba)
Tavares is een gemeente in de Braziliaanse deelstaat Paraíba. De gemeente telt 14.487 inwoners (schatting 2009).
De gemeente grenst aan Nova Olinda, Juru, Princesa Isabel en Pernambuco.